# Incidente dell'Antonov An-26 dell'Aeronautica militare siriana del 2015
Il 18 gennaio 2015, un Antonov An-26 gestito dall'Aeronautica militare siriana precipitò senza lasciare superstiti mentre tentava di atterrare nell'aeroporto militare assediato di Abu al-Duhur, nel governatorato di Idlib, in Siria. L'aereo trasportava truppe, equipaggiamento militare e munizioni. I media siriani fornirono un elenco con i nomi dei 30 soldati siriani uccisi. Il comandante della divisione dell'esercito siriano, il colonnello Hussein Al-Yousif, era tra i caduti. Secondo il SOHR, 13 ufficiali siriani erano tra le vittime.

## Il volo
Il 18 gennaio 2015, il velivolo, di proprietà dell'aeronautica militare siriana, stava viaggiando nel nord-ovest del paese trasportando cibo e munizioni durante la notte. La destinazione dell'aereo era l'aeroporto militare di Abu al-Durur, controllato dalle forze governative siriane e assediato dai combattenti del Fronte al-Nusra , un affiliato di al-Qaeda in quel paese.

## Cause
I media di Stato siriani e il SOHR affermarono che lo schianto era stato dovuto alla forte nebbia o a "problemi tecnici" e che l'aereo aveva colpito un traliccio dell'elettricità. Tuttavia, il gruppo affiliato ad Al-Qaeda Fronte Al-Nusra affermava di averlo abbattuto.